# Erin Simms
Erin Jennifer Simms (* 18. Dezember 1976 in Montréal, Québec) ist eine kanadische Schauspielerin und Sängerin.
Simms wurde in Montreal geboren und wuchs auch dort auf. Sie besuchte die St. George’s Highschool, die auf Kunst spezialisiert ist. Nach einigen Jahren Schauspielunterricht bekam Simms 1995 ihre erste Rolle in einem Film. Zwei Jahre später wurde sie in der Rolle der Morgan McKnight in Student Bodies bekannt. Sie verließ die Serie nach der ersten Staffel jedoch um in einer Power-Rangers-Serie mitzuspielen, die letztendlich aber nie gedreht wurde.
Heute arbeitet Simms hauptsächlich als Sängerin unter ihrem vollen Namen Erin Jennifer Simms und tritt in Montreal und Umgebung auf.

## Filmografie (Auswahl)
Als Schauspielerin
- 1995: Zoya
- 1996: Snowboard Academy
- 1996: Are You Afraid Of The Dark?
- 1996: Silent Trigger – Im Fadenkreuz des Killers (Silent Trigger)
- 1997–1998: Student Bodies (Fernsehserie, 28 Folgen)
- 1997: Soldier Of Fortune, Inc. (Fernsehserie, Folge 2x08)
- 1998: One World (Fernsehserie, Folge 3x07)
- 1999: Ladies Room
- 2000: Foreign Objects (Fernsehserie, Folge 1x03)
- 2005: Verbrechen aus Leidenschaft (Crimes of Passion)
- 2012: Eureka – Die geheime Stadt (Eureka, Fernsehserie, Folge 5x09)
- 2013: Long Gone Day

Als Produzentin
- 2017: Unsere Seelen bei Nacht (Our Souls at Night)
- 2018: Book Club – Das Beste kommt noch (Book Club)
- 2023: Book Club – Ein neues Kapitel (Book Club: The Next Chapter)

Als Drehbuchautorin
- 2018: Book Club – Das Beste kommt noch (Book Club)
- 2023: Book Club – Ein neues Kapitel (Book Club: The Next Chapter)